# Saving Forever for You
"Saving Forever for You" é uma canção performada por Shanice e escrita por Diane Warren. Ele foi um dos singles lançados a partir da trilha sonora de Beverly Hills, 90210, Beverly Hills 90210. Ele se tornou o segundo e último single do Shanice a alcançar o top 5 na Billboard Hot 100, ficando em 4º lugar. No entanto, ele não aparece no Ultimate Collection. Um videoclipe foi filmado, com participações de Brian Austin Green de Beverly Hills, 90210.

## Gráficos

### Posições nos gráficos musicais
| Gráfico (1992)                    | Posição |
| --------------------------------- | ------- |
| Austrália ARIA Singles Chart      | 25      |
| Países Baixos Mega Single Top 100 | 39      |
| UK Singles Chart                  | 42      |
| EUA Billboard Hot 100             | 4       |
| EUA Billboard Hot R&B Singles     | 20      |

### Posições em 1993
| Fim de 1993            | Posição |
| ---------------------- | ------- |
| U.S. Billboard Hot 100 | 33      |